# Coupe d'Asie des nations de football 2004
Navigation
Coupe d'Asie 2000 Coupe d'Asie 2007
La Coupe d'Asie des nations 2004 a eu lieu en Chine du 17 juillet au 7 août 2004. On assiste à la victoire du Japon (qui bat la Chine en finale : 3-1) qui conserve ainsi son titre acquis en 2000 et rejoint l'Iran et l'Arabie saoudite en remportant son troisième trophée.
Elle opposait les 16 meilleures équipes de la Confédération asiatique de football réparties en 4 groupes (A à D).

## Stades
| \| Pékin Chongqing Jinan Chengdu \| Sites de la Coupe d'Asie des nations 2004 |
| Pékin Chongqing Jinan Chengdu                                                 |

La compétition se déroule dans 4 enceintes :
- Pékin, Stade des ouvriers - Capacité : 66 161 spectateurs
- Chongqing, Chongqing Olympic Sports Center - Capacité : 58 680 spectateurs
- Jinan, Shandong Sports Center - Capacité : 43 700 spectateurs
- Chengdu, Sichuan Longquanyi Stadium - Capacité : 27 333 spectateurs

## Groupes
| Groupe A Chine Qatar Indonésie Bahreïn | Groupe B Corée du Sud Koweït Émirats arabes unis Jordanie | Groupe C Arabie saoudite Irak Ouzbékistan Turkménistan | Groupe D Japon Iran Thaïlande Oman |

## Les arbitres
Les arbitres sont au nombre de 16, dont 2 proviennent de Confédérations autre que l'AFC :
| - Abdul Rahman Al-Delawar - Saad Kamil Al-Fadhli - Naser Al-Hamdan - Fareed Al-Marzouqi - Coffi Codjia (de la CAF) - Ravshan Irmatov - Kwon Jong-chui - Jun Lu | - Toru Kamikawa - Mohammed Kousa - Chaiwat Kunsata - Shamsul Maidin - Subkhiddin Mohd Salleh - Masoud Moradi - Talaat Najm - Mark Shield (de l'OFC) |

## Premier tour

### Groupe A
Matchs disputés à Pékin
| Groupe A |           |     |   |   |   |   |    |    |      |
|          | Équipe    | Pts | J | G | N | P | BP | BC | Diff |
| 1        | Chine     | 7   | 3 | 2 | 1 | 0 | 8  | 2  | +6   |
| 2        | Bahreïn   | 5   | 3 | 1 | 2 | 0 | 6  | 4  | +2   |
| 3        | Indonésie | 3   | 3 | 1 | 0 | 2 | 3  | 9  | -6   |
| 4        | Qatar     | 1   | 3 | 0 | 1 | 2 | 2  | 4  | -2   |

| 17 juillet | Chine     | 2 | 2 | Bahreïn   |
| 18 juillet | Qatar     | 1 | 2 | Indonésie |
| 21 juillet | Bahreïn   | 1 | 1 | Qatar     |
| 21 juillet | Indonésie | 0 | 5 | Chine     |
| 25 juillet | Chine     | 1 | 0 | Qatar     |
| 25 juillet | Bahreïn   | 3 | 1 | Indonésie |

| 17 juillet 2004 | Chine                               | 2 – 2 | Bahreïn                 | Workers Stadium, Pékin                                  |                                                         |
| 20:00           | Zheng Zhi 58e (pen.) · Li Jinyu 66e |       | 41e M. Hubail · 89e Ali | Spectateurs : 40 000 Arbitrage : Subkhiddin Mohd Salleh | Spectateurs : 40 000 Arbitrage : Subkhiddin Mohd Salleh |
| 20:00           | Rapport                             |       |                         | Spectateurs : 40 000 Arbitrage : Subkhiddin Mohd Salleh | Spectateurs : 40 000 Arbitrage : Subkhiddin Mohd Salleh |

| 18 juillet 2004 | Qatar          | 1 – 2 | Indonésie                   | Workers Stadium, Pékin                        |                                               |
| 17:00           | M. Mohamed 83e |       | 26e Sudarsono · 48e Astaman | Spectateurs : 5 000 Arbitrage : Masoud Moradi | Spectateurs : 5 000 Arbitrage : Masoud Moradi |
| 17:00           | Rapport        |       |                             | Spectateurs : 5 000 Arbitrage : Masoud Moradi | Spectateurs : 5 000 Arbitrage : Masoud Moradi |

| 21 juillet 2004 | Bahreïn         | 1 – 1 | Qatar            | Workers Stadium, Pékin                         |                                                |
| 18:30           | M. Hubail 90+1e |       | 59e (pen.) Rizik | Spectateurs : 48 000 Arbitrage : Toru Kamikawa | Spectateurs : 48 000 Arbitrage : Toru Kamikawa |
| 18:30           | Rapport         |       |                  | Spectateurs : 48 000 Arbitrage : Toru Kamikawa | Spectateurs : 48 000 Arbitrage : Toru Kamikawa |

| 21 juillet 2004 | Indonésie | 0 – 5 | Chine                                                          | Workers Stadium, Pékin                       |                                              |
| 21:00           |           |       | 25e 66e Shao Jiayi · 40e Hao Haidong · 51e Li Ming · 80e Li Yi | Spectateurs : 48 000 Arbitrage : Talaat Najm | Spectateurs : 48 000 Arbitrage : Talaat Najm |
| 21:00           | Rapport   |       |                                                                | Spectateurs : 48 000 Arbitrage : Talaat Najm | Spectateurs : 48 000 Arbitrage : Talaat Najm |

| 25 juillet 2004 | Chine          | 1 – 0 | Qatar | Workers Stadium, Pékin                         |                                                |
| 19:00           | Xu Yunlong 77e |       |       | Spectateurs : 60 000 Arbitrage : Masoud Moradi | Spectateurs : 60 000 Arbitrage : Masoud Moradi |
| 19:00           | Rapport        |       |       | Spectateurs : 60 000 Arbitrage : Masoud Moradi | Spectateurs : 60 000 Arbitrage : Masoud Moradi |

| 25 juillet 2004 | Bahreïn                              | 3 – 1 | Indonésie | Shandong Sports Center, Jinan                 |                                               |
| 19:00           | Ali 43e · A. Hubail 57e · Yousef 82e |       | 75e Aiboy | Spectateurs : 20 000 Arbitrage : Coffi Codjia | Spectateurs : 20 000 Arbitrage : Coffi Codjia |
| 19:00           | Rapport                              |       |           | Spectateurs : 20 000 Arbitrage : Coffi Codjia | Spectateurs : 20 000 Arbitrage : Coffi Codjia |

### Groupe B
Matchs disputés à Jinan
| Groupe B |                     |     |   |   |   |   |    |    |      |
|          | Équipe              | Pts | J | G | N | P | BP | BC | Diff |
| 1        | Corée du Sud        | 7   | 3 | 2 | 1 | 0 | 6  | 0  | +6   |
| 2        | Jordanie            | 5   | 3 | 1 | 2 | 0 | 2  | 0  | +2   |
| 3        | Koweït              | 3   | 3 | 1 | 0 | 2 | 3  | 7  | -4   |
| 4        | Émirats arabes unis | 1   | 3 | 0 | 1 | 2 | 1  | 5  | -4   |

| 19 juillet | Corée du Sud        | 0 | 0 | Jordanie            |
| 19 juillet | Koweït              | 3 | 1 | Émirats arabes unis |
| 23 juillet | Jordanie            | 2 | 0 | Koweït              |
| 23 juillet | Émirats arabes unis | 0 | 2 | Corée du Sud        |
| 27 juillet | Jordanie            | 0 | 0 | Émirats arabes unis |
| 27 juillet | Corée du Sud        | 4 | 0 | Koweït              |

| 19 juillet 2004 | Corée du Sud | 0 – 0 | Jordanie | Shandong Sports Center, Jinan                   |                                                 |
| 18:30           |              |       |          | Spectateurs : 26 000 Arbitrage : Shamsul Maidin | Spectateurs : 26 000 Arbitrage : Shamsul Maidin |
| 18:30           | Rapport      |       |          | Spectateurs : 26 000 Arbitrage : Shamsul Maidin | Spectateurs : 26 000 Arbitrage : Shamsul Maidin |

| 19 juillet 2004 | Koweït                                     | 3 – 1 | Émirats arabes unis | Shandong Sports Center, Jinan                    |                                                  |
| 21:00           | B. Abdullah 24e · Al-Mutawa 39e (pen.) 45e |       | 47e Rashid          | Spectateurs : 31 250 Arbitrage : Naser Al-Hamdan | Spectateurs : 31 250 Arbitrage : Naser Al-Hamdan |
| 21:00           | Rapport                                    |       |                     | Spectateurs : 31 250 Arbitrage : Naser Al-Hamdan | Spectateurs : 31 250 Arbitrage : Naser Al-Hamdan |

| 23 juillet 2004 | Jordanie                    | 2 – 0 | Koweït | Shandong Sports Center, Jinan           |                                         |
| 18:30           | Saad 90+1e · Al-Zboun 90+2e |       |        | Spectateurs : 28 000 Arbitrage : Jun Lu | Spectateurs : 28 000 Arbitrage : Jun Lu |
| 18:30           | Rapport                     |       |        | Spectateurs : 28 000 Arbitrage : Jun Lu | Spectateurs : 28 000 Arbitrage : Jun Lu |

| 23 juillet 2004 | Émirats arabes unis | 0 – 2 | Corée du Sud                            | Shandong Sports Center, Jinan                    |                                                  |
| 21:00           |                     |       | 41e Lee Dong-gook · 90+1e Ahn Jung-hwan | Spectateurs : 30 000 Arbitrage : Ravshan Irmatov | Spectateurs : 30 000 Arbitrage : Ravshan Irmatov |
| 21:00           | Rapport             |       |                                         | Spectateurs : 30 000 Arbitrage : Ravshan Irmatov | Spectateurs : 30 000 Arbitrage : Ravshan Irmatov |

| 27 juillet 2004 | Jordanie | 0 – 0 | Émirats arabes unis | Workers Stadium, Pékin                       |                                              |
| 19:00           |          |       |                     | Spectateurs : 25 000 Arbitrage : Talaat Najm | Spectateurs : 25 000 Arbitrage : Talaat Najm |
| 19:00           | Rapport  |       |                     | Spectateurs : 25 000 Arbitrage : Talaat Najm | Spectateurs : 25 000 Arbitrage : Talaat Najm |

| 27 juillet 2004 | Corée du Sud                                                | 4 – 0 | Koweït | Shandong Sports Center, Jinan                   |                                                 |
| 19:00           | Lee Dong-gook 25e 41e · Cha Du-ri 45+1e · Ahn Jung-hwan 75e |       |        | Spectateurs : 15 000 Arbitrage : Shamsul Maidin | Spectateurs : 15 000 Arbitrage : Shamsul Maidin |
| 19:00           | Rapport                                                     |       |        | Spectateurs : 15 000 Arbitrage : Shamsul Maidin | Spectateurs : 15 000 Arbitrage : Shamsul Maidin |

### Groupe C
Matchs disputés à Chengdu
| Groupe C |                 |     |   |   |   |   |    |    |      |
|          | Équipe          | Pts | J | G | N | P | BP | BC | Diff |
| 1        | Ouzbékistan     | 9   | 3 | 3 | 0 | 0 | 3  | 0  | +3   |
| 2        | Irak            | 6   | 3 | 2 | 0 | 1 | 5  | 4  | +1   |
| 3        | Turkménistan    | 1   | 3 | 0 | 1 | 2 | 4  | 6  | -2   |
| 4        | Arabie saoudite | 1   | 3 | 0 | 1 | 2 | 3  | 5  | -2   |

| 18 juillet | Arabie saoudite | 2 | 2 | Turkménistan    |
| 18 juillet | Irak            | 0 | 1 | Ouzbékistan     |
| 22 juillet | Turkménistan    | 2 | 3 | Irak            |
| 22 juillet | Ouzbékistan     | 1 | 0 | Arabie saoudite |
| 26 juillet | Arabie saoudite | 1 | 2 | Irak            |
| 26 juillet | Turkménistan    | 0 | 1 | Ouzbékistan     |

| 18 juillet 2004 | Arabie saoudite          | 2 – 2 | Turkménistan                   | Sichuan Longquanyi Stadium, Chengdu              |                                                  |
| 18:45           | Al-Qahtani 9e (pen.) 59e |       | 6e N. Bayramov · 90+3e Kulyýew | Spectateurs : 12 400 Arbitrage : Chaiwat Kunsata | Spectateurs : 12 400 Arbitrage : Chaiwat Kunsata |
| 18:45           | Rapport                  |       |                                | Spectateurs : 12 400 Arbitrage : Chaiwat Kunsata | Spectateurs : 12 400 Arbitrage : Chaiwat Kunsata |

| 18 juillet 2004 | Irak    | 0 – 1 | Ouzbékistan | Sichuan Longquanyi Stadium, Chengdu             |                                                 |
| 21:15           |         |       | 21e Qosimov | Spectateurs : 12 400 Arbitrage : Kwon Jong-chul | Spectateurs : 12 400 Arbitrage : Kwon Jong-chul |
| 21:15           | Rapport |       |             | Spectateurs : 12 400 Arbitrage : Kwon Jong-chul | Spectateurs : 12 400 Arbitrage : Kwon Jong-chul |

| 22 juillet 2004 | Turkménistan                   | 2 – 3 | Irak                                                     | Sichuan Longquanyi Stadium, Chengdu        |                                            |
| 18:30           | V. Bayramov 14e · Kuliyyew 85e |       | 12e Hawar Mohammed · 80e Razzaq Farhan · 88e Qusay Munir | Spectateurs : 22 000 Arbitrage : Saad Mane | Spectateurs : 22 000 Arbitrage : Saad Mane |
| 18:30           | Rapport                        |       |                                                          | Spectateurs : 22 000 Arbitrage : Saad Mane | Spectateurs : 22 000 Arbitrage : Saad Mane |

| 22 juillet 2004 | Ouzbékistan  | 1 – 0 | Arabie saoudite | Sichuan Longquanyi Stadium, Chengdu           |                                               |
| 21:00           | Geynrikh 13e |       |                 | Spectateurs : 22 000 Arbitrage : Coffi Codjia | Spectateurs : 22 000 Arbitrage : Coffi Codjia |
| 21:00           | Rapport      |       |                 | Spectateurs : 22 000 Arbitrage : Coffi Codjia | Spectateurs : 22 000 Arbitrage : Coffi Codjia |

| 26 juillet 2004 | Arabie saoudite   | 1 – 2 | Irak                                  | Sichuan Longquanyi Stadium, Chengdu             |                                                 |
| 19:00           | Al-Montashari 57e |       | 51e Nashat Akram · 86e Younis Mahmoud | Spectateurs : 15 000 Arbitrage : Kwon Jong-chul | Spectateurs : 15 000 Arbitrage : Kwon Jong-chul |
| 19:00           | Rapport           |       |                                       | Spectateurs : 15 000 Arbitrage : Kwon Jong-chul | Spectateurs : 15 000 Arbitrage : Kwon Jong-chul |

| 26 juillet 2004 | Turkménistan | 0 – 1 | Ouzbékistan | Chongqing Olympic Sports Center, Chongqing      |                                                 |
| 19:00           |              |       | 58e Qosimov | Spectateurs : 34 000 Arbitrage : Mohammed Kousa | Spectateurs : 34 000 Arbitrage : Mohammed Kousa |
| 19:00           | Rapport      |       |             | Spectateurs : 34 000 Arbitrage : Mohammed Kousa | Spectateurs : 34 000 Arbitrage : Mohammed Kousa |

Lors de la première journée, le vice champion en titre saoudien est tenu en échec par le très surprenant Turkménistan. Dans l'autre match, l'Ouzbékistan se défait de l'Irak.
Lors de la deuxième journée, le Turkménistan et l'Irak se livrent un match accroché et plein de rebondissements, les turkmènes revenant par deux fois au score. Finalement, l'Irak prendra le dessus grâce à un but de dernière minute. De son côté l'Ouzbékistan continue sur sa lancée en terrassant l'Arabie saoudite 1-0.
Ce match sonne comme une revanche pour les ouzbeks, vaincu 5-0 quatre ans plus tôt par ces mêmes saoudiens.
Lors de la troisième et dernière journée de phase de poules, l'Irak valida sa qualification pour les quarts en domptant une bien triste Arabie saoudite, qui confirme sa mauvaise coupe du monde 2002.
Les turkmènes, de leur côté, s'inclinent de justesse face aux ouzbeks et, malgré leur élimination, repartent avec les honneurs pour avoir glané un point et inscrit quatre buts pour une première participation.
Les ouzbeks accompagneront l'Irak en quarts de finale.

### Groupe D
Matchs disputés à Chongqing
| Groupe D |           |     |   |   |   |   |    |    |      |
|          | Équipe    | Pts | J | G | N | P | BP | BC | Diff |
| 1        | Japon     | 7   | 3 | 2 | 1 | 0 | 5  | 1  | +4   |
| 2        | Iran      | 5   | 3 | 1 | 2 | 0 | 5  | 2  | +3   |
| 3        | Oman      | 4   | 3 | 1 | 1 | 1 | 4  | 3  | +1   |
| 4        | Thaïlande | 0   | 3 | 0 | 0 | 3 | 1  | 9  | -8   |

| 20 juillet | Japon     | 1 | 0 | Oman      |
| 20 juillet | Iran      | 3 | 0 | Thaïlande |
| 24 juillet | Oman      | 2 | 2 | Iran      |
| 24 juillet | Thaïlande | 1 | 4 | Japon     |
| 28 juillet | Oman      | 2 | 0 | Thaïlande |
| 28 juillet | Japon     | 0 | 0 | Iran      |

| 20 juillet 2004 | Japon        | 1 – 0 | Oman | Chongqing Olympic Sports Center, Chongqing   |                                              |
| 18:00           | Nakamura 33e |       |      | Spectateurs : 35 000 Arbitrage : Mark Shield | Spectateurs : 35 000 Arbitrage : Mark Shield |
| 18:00           | Rapport      |       |      | Spectateurs : 35 000 Arbitrage : Mark Shield | Spectateurs : 35 000 Arbitrage : Mark Shield |

| 20 juillet 2004 | Iran                                         | 3 – 0 | Thaïlande | Chongqing Olympic Sports Center, Chongqing      |                                                 |
| 20:30           | Enayati 71e · Nekounam 80e · Daei 86e (pen.) |       |           | Spectateurs : 37 000 Arbitrage : Mohammad Kousa | Spectateurs : 37 000 Arbitrage : Mohammad Kousa |
| 20:30           | Rapport                                      |       |           | Spectateurs : 37 000 Arbitrage : Mohammad Kousa | Spectateurs : 37 000 Arbitrage : Mohammad Kousa |

| 24 juillet 2004 | Oman             | 2 – 2 | Iran                       | Chongqing Olympic Sports Center, Chongqing               |                                                          |
| 18:00           | Al-Hosni 31e 40e |       | 61e Karimi · 90+4e Nosrati | Spectateurs : 35 000 Arbitrage : Abdul Rahman Al-Delawar | Spectateurs : 35 000 Arbitrage : Abdul Rahman Al-Delawar |
| 18:00           | Rapport          |       |                            | Spectateurs : 35 000 Arbitrage : Abdul Rahman Al-Delawar | Spectateurs : 35 000 Arbitrage : Abdul Rahman Al-Delawar |

| 24 juillet 2004 | Thaïlande     | 1 – 4 | Japon                                           | Chongqing Olympic Sports Center, Chongqing          |                                                     |
| 20:30           | Suksomkit 12e |       | 21e Nakamura · 57e 87e Nakazawa · 68e Fukunishi | Spectateurs : 45 000 Arbitrage : Fareed Al-Marzouqi | Spectateurs : 45 000 Arbitrage : Fareed Al-Marzouqi |
| 20:30           | Rapport       |       |                                                 | Spectateurs : 45 000 Arbitrage : Fareed Al-Marzouqi | Spectateurs : 45 000 Arbitrage : Fareed Al-Marzouqi |

| 28 juillet 2004 | Oman                                   | 2 – 0 | Thaïlande | Sichuan Longquanyi Stadium, Chengdu     |                                         |
| 18:15           | Viwatchaichok 15e (csc) · Al-Hosni 49e |       |           | Spectateurs : 13 000 Arbitrage : Jun Lu | Spectateurs : 13 000 Arbitrage : Jun Lu |
| 18:15           | Rapport                                |       |           | Spectateurs : 13 000 Arbitrage : Jun Lu | Spectateurs : 13 000 Arbitrage : Jun Lu |

| 28 juillet 2004 | Japon   | 0 – 0 | Iran | Chongqing Olympic Sports Center, Chongqing   |                                              |
| 18:15           |         |       |      | Spectateurs : 52 000 Arbitrage : Mark Shield | Spectateurs : 52 000 Arbitrage : Mark Shield |
| 18:15           | Rapport |       |      | Spectateurs : 52 000 Arbitrage : Mark Shield | Spectateurs : 52 000 Arbitrage : Mark Shield |

Pour la première journée, les champions en titre japonais battent petitement l'équipe du sultanat d'Oman qui en est à sa première participation à ce stade de la compétition. De son côté, l'Iran écrase la Thaïlande 3-0.
Si ce score semble logique, il est à souligner que les thailandais auront résister 70 minutes.
Durant la seconde journée, l'Iran se fait peur en étant menée à la pause par Oman 2-0. Finalement, l'Iran reviendra à deux partout en égalisant à la dernière minute. Les japonais, quant à eux, se retrouvent rapidement menés 1-0 mais renversent le score pour une large victoire 4-1.
Enfin, pour la troisième et dernière journée, japonais et iraniens se quittent dos à dos 0-0. À noter, la déception des iraniens, obligés de gagner ce match pour terminer premier du groupe. Les omanais obtiennent leur première victoire en phase finale de coupe d'Asie en dominant la Thaïlande 2-0.

## Tableau final
|  | Quarts de finale            | Quarts de finale            |                     |                     | Demi-finales           | Demi-finales           |   |  | Finale              | Finale              |
|  | Quarts de finale            | Quarts de finale            |                     |                     | Demi-finales           | Demi-finales           |   |  | Finale              | Finale              |
|  |                             |                             |                     |                     |                        |                        |   |  |                     |                     |
|  | 30 juillet 2004 - Pékin     | 30 juillet 2004 - Pékin     |                     |                     | 3 août 2004 - Pékin    | 3 août 2004 - Pékin    |   |  | 7 août 2004 - Pékin | 7 août 2004 - Pékin |
|  | 30 juillet 2004 - Pékin     | 30 juillet 2004 - Pékin     |                     |                     | 3 août 2004 - Pékin    | 3 août 2004 - Pékin    |   |  | 7 août 2004 - Pékin | 7 août 2004 - Pékin |
|  | Chine                       | 3                           |                     |                     | 3 août 2004 - Pékin    | 3 août 2004 - Pékin    |   |  | 7 août 2004 - Pékin | 7 août 2004 - Pékin |
|  | Chine                       | 3                           |                     |                     | 3 août 2004 - Pékin    | 3 août 2004 - Pékin    |   |  | 7 août 2004 - Pékin | 7 août 2004 - Pékin |
|  | Irak                        | 0                           |                     |                     | 3 août 2004 - Pékin    | 3 août 2004 - Pékin    |   |  | 7 août 2004 - Pékin | 7 août 2004 - Pékin |
|  | Irak                        | 0                           | Chine t.a.b.        | 1 (4)               |                        |                        |   |  | 7 août 2004 - Pékin | 7 août 2004 - Pékin |
|  | 31 juillet 2004 - Jinan     |                             | Chine t.a.b.        | 1 (4)               |                        |                        |   |  | 7 août 2004 - Pékin | 7 août 2004 - Pékin |
|  |                             | Iran                        | 1 (3)               |                     |                        |                        |   |  | 7 août 2004 - Pékin | 7 août 2004 - Pékin |
|  | Corée du Sud                | Iran                        | 1 (3)               | 3                   |                        |                        |   |  | 7 août 2004 - Pékin | 7 août 2004 - Pékin |
|  | Corée du Sud                |                             |                     | 3                   |                        |                        |   |  | 7 août 2004 - Pékin | 7 août 2004 - Pékin |
|  | Iran                        | 4                           |                     |                     |                        |                        |   |  | 7 août 2004 - Pékin | 7 août 2004 - Pékin |
|  | Iran                        | 4                           | Chine               | 1                   |                        |                        |   |  |                     |                     |
|  | 30 juillet 2004 - Chengdu   |                             | Chine               | 1                   |                        |                        |   |  |                     |                     |
|  |                             | Japon                       | 3                   |                     |                        |                        |   |  |                     |                     |
|  | Ouzbékistan                 | Japon                       | 3                   | 2 (3)               |                        |                        |   |  |                     |                     |
|  | Ouzbékistan                 | 3 août 2004 - Jinan         |                     | 2 (3)               |                        |                        |   |  |                     |                     |
|  | Bahreïn t.a.b.              | 2 (4)                       |                     |                     |                        |                        |   |  |                     |                     |
|  | Bahreïn t.a.b.              | 2 (4)                       | Bahreïn             | 3                   |                        |                        |   |  |                     |                     |
|  | 31 juillet 2004 - Chongqing | 31 juillet 2004 - Chongqing | Bahreïn             | 3                   | Match pour la 3e place | Match pour la 3e place |   |  |                     |                     |
|  | 31 juillet 2004 - Chongqing | 31 juillet 2004 - Chongqing |                     | Japon a.p.          | Match pour la 3e place | Match pour la 3e place | 4 |  |                     |                     |
|  | Japon t.a.b.                | 1 (4)                       | 6 août 2004 - Pékin | 6 août 2004 - Pékin |                        |                        | 4 |  |                     |                     |
|  | Japon t.a.b.                | 1 (4)                       | 6 août 2004 - Pékin | 6 août 2004 - Pékin |                        |                        |   |  |                     |                     |
|  | Jordanie                    | 1 (3)                       |                     | Iran                | 4                      |                        |   |  |                     |                     |
|  | Jordanie                    | 1 (3)                       |                     | Iran                | 4                      |                        |   |  |                     |                     |
|  |                             |                             |                     |                     |                        |                        |   |  | Bahreïn             | 2                   |
|  |                             |                             |                     |                     |                        |                        |   |  | Bahreïn             | 2                   |

### Quarts de finale
| 30 juillet 2004 | Ouzbékistan                                         | 2-2               | Bahreïn                                | Sichuan Longquanyi Stadium, Chengdu             |                                                 |
| 18:00           | Geynrikh 60e · Shishelov 86e                        |                   | 71e 76e Hubail                         | Spectateurs : 18 000 Arbitrage : Kwon Jong-chui | Spectateurs : 18 000 Arbitrage : Kwon Jong-chui |
| 18:00           | Fyodorov · Djeperov · Geynrikh · Bikmoev · Koshelev | Tirs au but 3 – 4 | Ali · Juma · Baba · Farhan · A. Hubail | Spectateurs : 18 000 Arbitrage : Kwon Jong-chui | Spectateurs : 18 000 Arbitrage : Kwon Jong-chui |

| 30 juillet 2004 | Chine                                               | 3-0 | Irak | Stade des ouvriers, Pékin                       |                                                 |
| 21:00           | Hao Haidong 8e · Zheng Zhi 81e (pen.), 90+2e (pen.) |     |      | Spectateurs : 60 000 Arbitrage : Shamsul Maidin | Spectateurs : 60 000 Arbitrage : Shamsul Maidin |

| 31 juillet 2004 | Japon                                                               | 1-1               | Jordanie                                                                   | Chongqing Olympic Sports Center, Chongqing              |                                                         |
| 18:00           | Suzuki 14e                                                          |                   | 11e Shelbaieh                                                              | Spectateurs : 52 000 Arbitrage : Subkhiddin Mohd Salleh | Spectateurs : 52 000 Arbitrage : Subkhiddin Mohd Salleh |
| 18:00           | Nakamura · Alex · Fukunishi · Nakata · Suzuki · Nakazawa · Miyamoto | Tirs au but 4 – 3 | Abu Zema · Al-Awadat · Aqel · Al-Shboul · Ibrahim · Al-Zboun · Bani Yaseen | Spectateurs : 52 000 Arbitrage : Subkhiddin Mohd Salleh | Spectateurs : 52 000 Arbitrage : Subkhiddin Mohd Salleh |

| 31 juillet 2004 | Iran                                           | 4-3 | Corée du Sud                                           | Shandong Sports Center, Jinan                         |                                                       |
| 21:00           | Karimi 10e, 20e, 77e · Park Jin-seop 51e (csc) |     | 16e Seol Ki-hyeon · 25e Lee Dong-gook · 68e Kim Nam-il | Spectateurs : 20 000 Arbitrage : Saad Kamil Al-Fadhli | Spectateurs : 20 000 Arbitrage : Saad Kamil Al-Fadhli |

Le Bahreïn se qualifie pour la première fois de son histoire pour les demi-finales de coupe d'Asie. Cette qualification passe par un match riche en rebondissements contre l'Ouzbékistan (qui, lui aussi fait partie des petits de cette coupe).
Les organisateurs chinois, remplissent leur mission en vainquant l'Irak 3-0 grâce notamment à deux pénaltys dans les dix dernières minutes.
C'est avec bien des regrets que les néophytes jordaniens quitteront cette compétition, eux qui ont si bien résisté aux Japonais au point de les pousser aux tirs au but. Néanmoins, l'ogre japonais continue sa course.
Pour ce qui était le choc des quarts de finale, les Iraniens se sont défaits des Sud-Coréens dans un match spectaculaire, riche en rebondissement, comme en témoigne le score (4-3), les coréens revenants par trois fois au score.

### Demi-finales
| 3 août 2004 | Japon                                       | 4-3 a.p. | Bahreïn                      | Shandong Sports Center, Jinan                   |                                                 |
| 18:00       | Nakata 48e · Tamada 55e, 93e · Nakazawa 90e |          | 7e, 71e Hubail · 85e Abdulla | Spectateurs : 32 000 Arbitrage : Shamsul Maidin | Spectateurs : 32 000 Arbitrage : Shamsul Maidin |

| 3 août 2004 | Chine                                                          | 1-1 a.p.        | Iran                                                 | Stade des ouvriers, Pékin                    |                                              |
| 21:00       | Shao Jiayi 18e                                                 |                 | 38e Alavi                                            | Spectateurs : 55 000 Arbitrage : Talaat Najm | Spectateurs : 55 000 Arbitrage : Talaat Najm |
| 21:00       | Zheng Zhi · Zhao Junzhe · Li Xiaopeng · Sun Xiang · Shao Jiayi | Tirs au but 4-3 | Daei · Mahdavikia · Nekounam · Mobali · Golmohammadi | Spectateurs : 55 000 Arbitrage : Talaat Najm | Spectateurs : 55 000 Arbitrage : Talaat Najm |

Que d'émotions nous offrent les surprenants bairainiens face au tenant du titre et grand favori japonais. Avec ce score de 4-3, ce match figure aussi parmi les plus beaux de cette coupe d'Asie. À noter qu'après leur quart face à la Jordanie, les Japonais sont une nouvelle fois contraints à la prolongation.
Match très serré entre de solides iraniens et les organisateurs chinois bien décidés à remporter « leur » coupe. Les cruels tirs au but décideront d'envoyer ces derniers en finale.

### Match pour la3eplace
| 6 août 2004 | Iran                                            | 4-2 | Bahreïn                 | Stade des ouvriers, Pékin                           |                                                     |
| 20:00       | Nekounam 9e · Karimi 52e · Daei 80e (pen.), 90e |     | 48e Yousef · 57e Farhan | Spectateurs : 10 000 Arbitrage : Fareed Al-Marzouqi | Spectateurs : 10 000 Arbitrage : Fareed Al-Marzouqi |

### Finale
| 7 août 2004 | Japon                                     | 3-1 | Chine       | Stade des ouvriers, Pékin                             |                                                       |
| 20:00       | Fukunishi 22e · Nakata 66e · Tamada 90+1e |     | 31e Li Ming | Spectateurs : 62 000 Arbitrage : Saad Kamil Al-Fadhli | Spectateurs : 62 000 Arbitrage : Saad Kamil Al-Fadhli |

Cette affiche, Chine-Japon, qui plus est sur le sol chinois, était placé sous haute tension en raison de contentieux historiques entre les deux pays. Le match en lui-même vit une rencontre âpre, serrée, où les deux équipes se neutralisèrent à la mi-temps. C'est finalement en seconde période que les japonais se détacheront en inscrivant deux buts, le but du 2-1 fut toutefois entaché d'une main, le dernier but japonais, finalement inscrit dans les arrêts de jeu. Si les Samurai Blue ne furent pas toujours convaincant durant ce tournoi, se faisant même peur quelquefois, ils incarnent, deux ans après le premier mondial en Asie, l'éclosion et le développement du football asiatique.

## Résultats
| Coupe d'Asie 2004 Vainqueur Japon 3e titre |